# Satellite Awards 2019 (Februari)
Satellite Awards 2019 (Februari) var den 23:e upplagan av Satellite Awards som belönade insatser i filmer och TV-produktioner från 2018, presenterad av International Press Academy, och hölls den 22 februari 2019.

## Specialpriser
- Auteur-priset: Ryan Coogler
- Bästa första film: Rupert Everett – The Happy Prince
- Bästa rollbesättning i film: The Favourite
- Bästa ensemble i en TV-serie: Mordet på Gianni Versace

## Vinnare och nominerade
Nomineringarna tillkännagavs den 28 november 2018 och vinnarna tillkännagavs den 3 januari 2019. Vinnarna listas i fetstil.

### Filmer
| Bästa film (drama) - If Beale Street Could Talk - Black Panther - First Man - Hereditary - Mary Queen of Scots - Widows | Bästa film (komedi eller musikal) - A Star Is Born - Crazy Rich Asians - The Favourite - Green Book - Mary Poppins kommer tillbaka - Nico, 1988 |
| Bästa independentfilm - BlacKkKlansman - Eighth Grade - First Reformed - Leave No Trace - Private Life - A Private War | Bästa regissör - Alfonso Cuarón – Roma - Bradley Cooper – A Star Is Born - Peter Farrelly – Green Book - Barry Jenkins – If Beale Street Could Talk - Yorgos Lanthimos – The Favourite - Spike Lee – BlacKkKlansman |
| Bästa manliga huvudroll (drama) - Willem Dafoe – Vincent van Gogh – Vid evighetens port - Ben Foster – Leave No Trace - Ryan Gosling – First Man - Ethan Hawke – First Reformed - Lucas Hedges – Boy Erased - Robert Redford – Den siste gentlemannen                                         | Bästa kvinnliga huvudroll (drama) - Glenn Close – The Wife - Yalitza Aparicio – Roma - Viola Davis – Widows - Nicole Kidman – Destroyer - Melissa McCarthy – Can You Ever Forgive Me? - Rosamund Pike – A Private War |
| Bästa manliga huvudroll (komedi eller musikal) - Rami Malek – Bohemian Rhapsody - Bradley Cooper – A Star Is Born - Lin-Manuel Miranda – Mary Poppins kommer tillbaka - Viggo Mortensen – Green Book - Nick Robinson – Love, Simon - John David Washington – BlacKkKlansman                   | Bästa kvinnliga huvudroll (komedi eller musikal) - Olivia Colman – The Favourite - Emily Blunt – Mary Poppins kommer tillbaka - Trine Dyrholm – Nico, 1988 - Elsie Fisher – Eighth Grade - Lady Gaga – A Star Is Born - Constance Wu – Crazy Rich Asians |
| Bästa manliga biroll - Richard E. Grant – Can You Ever Forgive Me? - Mahershala Ali – Green Book - Timothée Chalamet – Beautiful Boy - Russell Crowe – Boy Erased - Adam Driver – BlacKkKlansman - Sam Elliott – A Star Is Born                                                               | Bästa kvinnliga biroll - Regina King – If Beale Street Could Talk - Claire Foy – First Man - Nicole Kidman – Boy Erased - Margot Robbie – Mary Queen of Scots - Emma Stone – The Favourite - Rachel Weisz – The Favourite |
| Bästa originalmanus - Roma – Alfonso Cuarón - Eighth Grade – Bo Burnham - The Favourite – Deborah Davis och Tony McNamara - First Reformed – Paul Schrader - Green Book – Nick Vallelonga, Brian Hayes Currie och Peter Farrelly - A Quiet Place – John Krasinski, Scott Beck och Bryan Woods | Bästa manus efter förlaga - Can You Ever Forgive Me? – Nicole Holofcener och Jeff Whitty - BlacKkKlansman – Spike Lee, David Rabinowitz, Kevin Willmott och Charlie Wachtel - The Death of Stalin – Armando Iannucci, David Schneider, Ian Martin och Peter Fellows - If Beale Street Could Talk – Barry Jenkins - Leave No Trace – Debra Granik och Anne Rosellini - A Star Is Born – Bradley Cooper och Eric Roth |
| Bästa animerade film eller multimediafilm - Isle of Dogs - Liz and the Blue Bird - Miraï, min lillasyster - Ruben Brandt, Collector - Röjar-Ralf kraschar internet - Superhjältarna 2 | Bästa icke-engelskspråkiga film - Mexiko – Roma - Danmark – Den skyldige - Israel – The Cakemaker - Japan – Shoplifters - Polen – Cold War - Storbritannien – I Am Not a Witch |
| Bästa dokumentärfilm - Minding the Gap - Crime + Punishment - Free Solo - RBG - Three Identical Strangers - Won't You Be My Neighbor? | |
| Bästa musik - First Man – Justin Hurwitz - BlacKkKlansman – Terence Blanchard - Colette – Thomas Adès - If Beale Street Could Talk – Nicholas Britell - The Sisters Brothers – Alexandre Desplat - Widows – Hans Zimmer                                                                       | Bästa sång - "Shallow" – A Star Is Born - "All the Stars" – Black Panther - "Can You Imagine That?" – Mary Poppins kommer tillbaka - "Requiem for a Private War" – A Private War - "Revelation" – Boy Erased - "Strawberries & Cigarettes" – Love, Simon |
| Bästa scenografi och produktionsdesign - Mary Poppins kommer tillbaka - Black Panther - Fantastiska vidunder: Grindelwalds brott - The Favourite - First Man - Roma | Bästa foto - A Star Is Born – Matthew Libatique - Black Panther – Rachel Morrison - Cold War – Łukasz Żal - The Favourite – Robbie Ryan - If Beale Street Could Talk – James Laxton - Roma – Alfonso Cuarón |
| Bästa ljud - A Quiet Place - Black Panther - First Man - Mary Poppins kommer tillbaka - Roma - A Star Is Born | Bästa kostym - The Favourite – Sandy Powell - Black Panther – Ruth E. Carter - Colette – Andrea Flesch - Fantastiska vidunder: Grindelwalds brott – Colleen Atwood - Mary Queen of Scots – Alexandra Byrne - A Star Is Born – Erin Benach |
| Bästa klippning - Roma – Alfonso Cuarón och Adam Gough - BlacKkKlansman – Barry Alexander Brown - First Man – Tom Cross - If Beale Street Could Talk – Joi McMillon och Nat Sanders - A Star Is Born – Jay Cassidy - Widows – Joe Walker                                                      | Bästa visuella effekter - Black Panther - Avengers: Infinity War - Fantastiska vidunder: Grindelwalds brott - Jurassic World: Fallen Kingdom - Rampage – Big Meets Bigger - Ready Player One |

### Filmer med flera vinster
| Vinster | Film                       |
| ------- | -------------------------- |
| 4       | Roma                       |
| 3       | A Star Is Born             |
| 2       | Can You Ever Forgive Me?   |
| 2       | The Favourite              |
| 2       | If Beale Street Could Talk |

### Filmer med flera nomineringar
| Nomineringar | Film                                     |
| ------------ | ---------------------------------------- |
| 11           | A Star Is Born                           |
| 9            | The Favourite                            |
| 8            | Roma                                     |
| 7            | Black Panther                            |
| 7            | BlacKkKlansman                           |
| 7            | First Man                                |
| 7            | If Beale Street Could Talk               |
| 6            | Mary Poppins kommer tillbaka             |
| 5            | Green Book                               |
| 4            | Boy Erased                               |
| 4            | Widows                                   |
| 3            | Can You Ever Forgive Me?                 |
| 3            | Eighth Grade                             |
| 3            | Fantastiska vidunder: Grindelwalds brott |
| 3            | First Reformed                           |
| 3            | Leave No Trace                           |
| 3            | Mary Queen of Scots                      |
| 3            | A Private War                            |
| 2            | Cold War                                 |
| 2            | Colette                                  |
| 2            | Crazy Rich Asians                        |
| 2            | Love, Simon                              |
| 2            | Nico, 1988                               |
| 2            | A Quiet Place                            |

### Television
| Bästa TV-serie (drama) - Homecoming - The Bold Type - The Handmaid's Tale - Mr. Mercedes - Succession - This Is Us | Bästa TV-serie (komedi eller musikal) - Lodge 49 - Arrested Development - Atlanta - Barry - Black-ish - The Good Place - Insecure |
| Bästa TV-serie (genre) - The Terror - Castle Rock - Counterpart - Doctor Who - The Man in the High Castle | |
| Bästa miniserie - Mordet på Gianni Versace - En engelsk skandal - The Looming Tower - Patrick Melrose - Sharp Objects | Bästa TV-film - The Tale - Cargo - Her Only Choice - King Lear |
| Bästa manliga huvudroll i en TV-serie (drama/genre) - Brendan Gleeson – Mr. Mercedes - Jason Bateman – Ozark - Bob Odenkirk – Better Call Saul - Matthew Rhys – The Americans - J.K. Simmons – Counterpart - Billy Bob Thornton – Goliath                              | Bästa kvinnliga huvudroll i en TV-serie (drama/genre) - Julia Roberts – Homecoming - Elisabeth Moss – The Handmaid's Tale - Sandra Oh – Killing Eve - Keri Russell – The Americans - Jodie Whittaker – Doctor Who                                               |
| Bästa manliga huvudroll i en TV-serie (komedi eller musikal) - Bill Hader – Barry - Anthony Anderson – Black-ish - Ted Danson – The Good Place - Donald Glover – Atlanta - William H. Macy – Shameless - Thomas Middleditch – Silicon Valley                           | Bästa kvinnliga huvudroll i en TV-serie (komedi eller musikal) - Issa Rae – Insecure - Alison Brie – GLOW - Christina Hendricks – Good Girls - Ellie Kemper – Unbreakable Kimmy Schmidt - Niecy Nash – Claws - Tracee Ellis Ross – Black-ish                    |
| Bästa manliga huvudroll i en miniserie eller TV-film - Darren Criss – Mordet på Gianni Versace - Daniel Brühl – The Alienist - Benedict Cumberbatch – Patrick Melrose - Jeff Daniels – The Looming Tower - Hugh Grant – En engelsk skandal - Jared Harris – The Terror | Bästa kvinnliga huvudroll i en miniserie eller TV-film - Amy Adams – Sharp Objects - Laura Dern – The Tale - Dakota Fanning – The Alienist - Emma Stone – Maniac                                                                                                |
| Bästa manliga biroll i en TV-serie, miniserie eller TV-film - Hugo Weaving – Patrick Melrose - Mark Duplass – Goliath - John Macmillan – King Lear - Édgar Ramírez – Mordet på Gianni Versace - Paul Ready – The Terror - Ben Whishaw – En engelsk skandal             | Bästa kvinnliga biroll i en TV-serie, miniserie eller TV-film - Sharon Stone – Mosaic - Penélope Cruz – Mordet på Gianni Versace - Jennifer Jason Leigh – Patrick Melrose - Justine Lupe – Mr. Mercedes - Nive Nielsen – The Terror - Emma Thompson – King Lear |

### Serier med flera vinster
| Vinster | Serie                    |
| ------- | ------------------------ |
| 2       | Homecoming               |
| 2       | Mordet på Gianni Versace |

### Serier med flera nomineringar
| Nomineringar | Serie                    |
| ------------ | ------------------------ |
| 4            | Mordet på Gianni Versace |
| 4            | Patrick Melrose          |
| 4            | The Terror               |
| 3            | Black-ish                |
| 3            | En engelsk skandal       |
| 3            | King Lear                |
| 3            | Mr. Mercedes             |
| 2            | The Alienist             |
| 2            | The Americans            |
| 2            | Atlanta                  |
| 2            | Barry                    |
| 2            | Counterpart              |
| 2            | Doctor Who               |
| 2            | Goliath                  |
| 2            | The Good Place           |
| 2            | The Handmaid's Tale      |
| 2            | Homecoming               |
| 2            | Insecure                 |
| 2            | The Looming Tower        |
| 2            | Sharp Objects            |
| 2            | The Tale                 |